# So Dear to My Heart
A So Dear to My Heart 1948-ban bemutatott amerikai játékfilm. A világpremierje Indianapolisban volt 1949. január 19-én. Az RKO Radio Pictures adta ki. A film animációt és élő szereplőket is használ. Sterling North Midnight and Jeremiah című könyve alapján készült.

## Szereplők
| Szereplő                 | Színész        |
| ------------------------ | -------------- |
| Jeremiah "Jerry" Kincaid | Bobby Driscoll |
| Tildy                    | Luana Patten   |
| Hiram Douglas nagybácsi  | Burl Ives      |
| Kincaid nagyi            | Beulah Bondi   |
| Felnőtt Jeremiah         | John Beal      |
| Szereplő                 | Hang           |
| Bagoly                   | Ken Carson     |
| Narrátor                 | John Beal      |

## Egyéb színészek
- Harry Carey
- Raymond Bond
- Walter Soderling
- Matt Willis
- Spelman B. Collins
- Bob Stanton
- The Rhythmaires

## Betétdalok
- So Dear to My Heart
- It's Whatcha do with Whatcha Got
- The Black Lamb
- Lavender Blue
- Billy Boy
- Stick-to-it-ivity
- The Honey Song
- Country Fair
- Jerry's Lamb

## Fordítás
- Ez a szócikk részben vagy egészben  a   So Dear to My Heart című angol Wikipédia-szócikk ezen változatának fordításán alapul.  Az eredeti cikk szerkesztőit annak laptörténete sorolja fel. Ez a jelzés csupán a megfogalmazás eredetét és a szerzői jogokat jelzi, nem szolgál a cikkben szereplő információk forrásmegjelöléseként.